# Юліан Новак
Юліан Ігнаци Новак (пол. Julian Ignacy Nowak; 10 березня 1865, с. Окоцим, гміна Бжеско, Австро-Угорщина — 7 листопада 1946, Краків, Польща) — польський політичний і державний діяч Другої Речі Посполитої, прем'єр-міністр Польської Республіки (з 31 липня 1922 по 14 грудня 1922 рр.). Науковець — мікробіолог, медик, ветеринарний лікар, педагог, професор (1899), доктор наук, ректор Ягеллонського університету (1921—1922).

## Біографія
Народився в багатодітній родині, був старшим серед 10 дітей.
У 1886—1893 вивчав медицину в Ягеллонському університеті.
У 1896 захистив докторську дисертацію в галузі патологічної анатомії. Пізніше викладав в Ягеллонському університеті.
З 1899 — професор, в 1921—1922 — ректор університету в Кракові.
З 1903 брав участь у діяльності краківського сільськогосподарського товариства, a в 1921—1927 — був його віце-головою.
У 1931 став членом Польської академії знань.
Правий політик. З грудня 1914 до 1916 — віце-президент міста Кракова.
З 31 липня до 14 грудня 1922 очолював кабінет міністрів Польщі, одночасно до 21 серпня 1922 виконував функції міністра релігій, віросповідань і громадської просвіти.
У 1922—1927 був сенатором Речі Посполитої від польського народного руху «Пяст» (пол. Piast).
Похований на Раковицькому цвинтарі у Кракові.

## Праці
Автор понад 50 наукових публікацій, у тому числі в області морфології та біології мікроорганізмів, а також етіології заразних хвороб, а також автор «Мікробіологічного атласу».

## Родина
- дружина Зофія, з дому Венжович[1].
- донька Ванда (1895—1968) — перша польська олімпійська чемпіонка, чемпіонка Польщі з фехтування, тенісу та лижних перегонів[1].